# Richard T. France
Richard Thomas France, conosciuto anche come Dick France (9 aprile 1938 – 10 febbraio 2012), è stato un presbitero e biblista britannico.

## Formazione e carriera
Richard France nacque a Derry, dove il padre lavorava come ispettore fiscale. Dopo la seconda guerra mondiale, la famiglia si trasferì a Bradford. Completati gli studi scolastici, Richard si iscrisse a Oxford al Balliol College, dove conseguì il bachelor of arts nel 1960 e il master of arts nel 1963, anno in cui conseguì anche il bachelor in Divinity all'Università di Londra. Si iscrisse quindi a Bristol al Tyndall Hall, un collegio teologico anglicano. Nel 1965 sposò Barbara Wilding, da cui ebbe due figli. Nel 1966 fu ordinato prete anglicano e nel 1967 conseguì il Ph.D. in filosofia all'Università di Bristol. Dopo avere prestato servizio come vice parroco alla St. Matthew Church a Cambridge, nel 1969 si recò in Nigeria, dove lavorò come lettore all' University of Ife. Tornato in Inghilterra nel 1973, lavorò come bibliotecario a Cambridge alla Tyndale House fino al 1976, quindi ritornò in Nigeria, dove lavorò come lettore alla Ahmadu Bello University. Tornato in Inghilterra, fu direttore a Cambridge della Tyndale House fra il 1978 e il 1981, quindi si trasferì a Londra al London Bible College, dove ricoprì l'incarico di lettore fino al 1983 e poi di vice direttore fino al 1988. Nel 1989 si trasferì a Oxford, dove fu direttore della Wycliffe Hall fino al 1995, anno in cui si trasferì nello Shropshire per ricoprire l’incarico di parroco di sei villaggi rurali, tra cui Wentnor. Nel 1999 si ritirò in Galles nella contea di Gwynedd. Nel 2004 fu nominato fellow onorario dell'Università di Bangor. Morì a Llangelynnin, un villaggio vicino Tywyn.
France è autore di una ventina di libri e numerosi articoli di argomento religioso. Dal 1989 al 2005 ha fatto parte del comitato per la traduzione della Bibbia che ha redatto la New International Version, una nuova versione della Bibbia in lingua inglese.

## Libri pubblicati
- The Living God, Inter-Varsity Press, 1970
- Jesus and the Old Testament: His Application of Old Testament Passages to Himself and His Mission, InterVarsity Press, 1971
- The Man They Crucified: a Portrait of Jesus, InterVarsity Press, 1975
- I Came to Set the Earth on Fire: a Portrait of Jesus, InterVarsity Press, 1975
- Con David Wenham (coautore), Gospel Perspectives, vols 1-3, JSOT Press, 1980-1983
- Jesus and the Old Testament: His Application of Old Testament Passages to Himself and His Mission, Baker Book House, 1982
- The Gospel According to Matthew: An Introduction and Commentary, Tyndale New Testament Commentary, InterVarsity Press, 1985
- The Evidence for Jesus, InterVarsity Press, 1986
- Matthew: Evangelist and Teacher, Paternoster Press, 1989
- Con D.A. Carson, Alec Motyer, Gordon J. Wenham (coautori), The New Bible Commentary: 21st-Century Edition, Inter-Varsity Press, 1994
- Women in the Church’s Ministry: a Test-case for Biblical Interpretation, Didsbury Lectures, Paternoster Press, 1995
- The Gospel of Mark, Doubleday Bible Commentary series, Doubleday, 1998
- The Gospel of Mark: A Commentary on the Greek Text, New International Greek Testament Commentary, Eerdmans, 2002
- Divine Government: The Kingship of God in the Gospel of Mark, Regent College Publishing, 2003
- The Gospel of Matthew, New International Commentary on the New Testament, Eerdmans, 2007
- Mark, Hendrickson Publishers, 2007
- Matthew: An Introduction and Commentary, Tyndale New Testament Commentaries, InterVarsity Press, 2007
- Timothy, Titus, and Hebrews, Hendrickson Publishers, 2007
- Luke, Teach the Text Commentary Series, Baker Academic, 2013